# گودرانو
گودرانو (به ایتالیایی: Godrano) یک کومونه در ایتالیا است که در استان پالرمو واقع شده‌است.

## خصوصیات
گودرانو ۳۸٫۹ کیلومترمربع مساحت و ۱٬۱۷۵ نفر جمعیت دارد و ۶۹۳ متر بالاتر از سطح دریا واقع شده‌است.